# Бразилски шампионат
Бразилски шампионат (порт. Campeonato Brasileiro) је назив највећег фудбалског шампионата Бразила, у организацији Бразилске Фудбалске Конфедерације (ЦБФ).
Бразилски фудбалски клубови се такође могу такмичити и у другим такмичењима, мањег значаја, као што су фудбалски Куп Бразила, као и друга такмичења, континенталног, регионалног или државног нивоа.
Шампионат је установљен 1971. године, мјењајући друга два национална такмичења, Трофеј Бразила и Турнира Roberto Gomes Pedrosa. Овај шампионат је у Бразилу познат и као Бразилеирао, у преводу, Велико Бразилско.
Шампионат се састоји од три дивизије:
- Серија А (прва лига)
- Серија Б (друга лига)
- Серија Ц (трећа лига)